# تنغ دركش (إرم)
تنغ دركش (بالفارسية: تنگ‌درکش) هي قرية تقع في إيران في قسم إرم الريفي. يقدر عدد سكانها بـ 149 نسمة بحسب إحصاء 2016.